# درك (بيع)
الدرك
أن يأخذ المشتري من البائع رهنا بالثمن الذي أعطاه خوفا من استحقاق المبيع.

## ضمان الدرك
ضمان الدرك هو عند الحنفية التزام تسليم الثمن عند استحقاق المبيع؛ أي إذا ثبتت حقوقٌ لغير البائع في المبيع، ويعبر عنه الحنفية في الغالب بالكفالة بالدَّرَك. وعرفه الشافعية بأنه أن يضمن شخصٌ لأحد العاقدين ما بذله للآخر إن خرج مقابله مُسْتَحَقَّا أو معيبا أو ناقصا لنقص الصَّنْجَة (قطعةٌ معدنيةٌ يُوزن بها) سواء أكان الثمنُ معيناً أم في الذمة. ويعبر عنه الحنابلة ب‍ضمان العُهْدَة. وذهب المالكية والشافعية والحنابلة وصاحبا أبي حنفية إلى أن ضمان العُهْدَة في متعارف الناس هو نفسه ضمان الدَّرَك.